# Temporada 1977-78 de los San Antonio Spurs
La temporada 1977-78 fue la segunda de los San Antonio Spurs en la NBA, tras la fusión de la liga con la ABA, donde había jugado nueve temporadas, seis en Dallas y tres en San Antonio. La temporada regular acabó con 52 victorias y 30 derrotas, ocupando el segundo puesto de la conferencia Este, clasificándose para los playoffs, en los que cayeron en semifinales de conferencia ante Washington Bullets.

## Elecciones en elDraft
| Ronda | Puesto | Jugador      | Posición | Nacionalidad   | Universidad    |
| ----- | ------ | ------------ | -------- | -------------- | -------------- |
| 2     | 37     | Jeff Wilkins | Pívot    | Estados Unidos | Illinois State |
| 5     | 103    | Scott Sims   | Base     | Estados Unidos | Missouri       |

## Temporada regular
| División Central      | División Central | División Central | División Central | División Central | División Central | División Central | División Central | División Central |
| Equipo                | G                | P                | %                | PD               | Casa             | Fuera            | Div              |                  |
| --------------------- | ---------------- | ---------------- | ---------------- | ---------------- | ---------------- | ---------------- | ---------------- | ---------------- |
| y-San Antonio Spurs   | 52               | 30               | .634             | –                | 32–9             | 20–21            | 15–5             |                  |
| x-Washington Bullets  | 44               | 38               | .537             | 8                | 29–12            | 15–26            | 14–6             |                  |
| x-Cleveland Cavaliers | 43               | 39               | .524             | 9                | 27–14            | 16–25            | 9–11             |                  |
| x-Atlanta Hawks       | 41               | 41               | .500             | 11               | 29–12            | 12–29            | 8–12             |                  |
| New Orleans Jazz      | 39               | 43               | .476             | 13               | 27–14            | 12–29            | 8–12             |                  |
| Houston Rockets       | 28               | 54               | .341             | 24               | 21-20            | 7-34             | 6–14             |                  |

## Playoffs

### Semifinales de Conferencia
San Antonio Spurs  vs. Washington Bullets
| Fecha       | Partido                                       | Ciudad      |
| ----------- | --------------------------------------------- | ----------- |
| 16 de abril | San Antonio Spurs 114, Washington Bullets 103 | San Antonio |
| 18 de abril | San Antonio Spurs 117, Washington Bullets 121 | San Antonio |
| 21 de abril | Washington Bullets 118, San Antonio Spurs 105 | Landover    |
| 23 de abril | Washington Bullets 98, San Antonio Spurs 95   | Landover    |
| 25 de abril | San Antonio Spurs 116, Washington Bullets 105 | San Antonio |
| 28 de abril | Washington Bullets 103, San Antonio Spurs 100 | Landover    |
|             | Washington Bullets gana las series 4-2        |             |

## Estadísticas
| Rk | Jugador        | Edad | P  | PT | MP   | TC   | TCI  | %TC  | TL  | TLI | %TL   | RO  | RD  | RT  | AS  | RB  | TAP | BP  | FP  | PTS  |
| -- | -------------- | ---- | -- | -- | ---- | ---- | ---- | ---- | --- | --- | ----- | --- | --- | --- | --- | --- | --- | --- | --- | ---- |
| 1  | Larry Kenon    | 25   | 81 |    | 35.4 | 8.6  | 17.6 | .489 | 3.4 | 4.0 | .854  | 3.0 | 6.5 | 9.5 | 3.3 | 1.4 | 0.3 | 3.4 | 2.6 | 20.6 |
| 2  | George Gervin  | 25   | 82 |    | 34.8 | 10.5 | 19.6 | .536 | 6.1 | 7.4 | .830  | 1.4 | 3.7 | 5.1 | 3.7 | 1.7 | 1.3 | 3.7 | 3.1 | 27.2 |
| 3  | Billy Paultz   | 29   | 80 |    | 31.0 | 6.5  | 12.2 | .529 | 2.9 | 3.8 | .752  | 2.2 | 6.3 | 8.4 | 2.7 | 0.5 | 2.4 | 2.1 | 2.8 | 15.8 |
| 4  | Mike Gale      | 27   | 70 |    | 29.9 | 3.9  | 8.3  | .473 | 1.2 | 1.4 | .870  | 0.8 | 2.4 | 3.2 | 5.4 | 2.3 | 0.4 | 2.5 | 2.4 | 9.1  |
| 5  | Louie Dampier  | 33   | 82 |    | 24.8 | 4.1  | 8.0  | .509 | 0.9 | 1.2 | .752  | 0.3 | 1.2 | 1.5 | 3.5 | 1.1 | 0.2 | 1.2 | 1.0 | 9.1  |
| 6  | Coby Dietrick  | 29   | 79 |    | 23.7 | 3.2  | 6.9  | .460 | 1.1 | 1.4 | .781  | 0.9 | 3.6 | 4.5 | 2.7 | 1.0 | 0.7 | 1.8 | 2.9 | 7.5  |
| 7  | Mark Olberding | 21   | 79 |    | 22.4 | 2.9  | 6.1  | .481 | 2.3 | 2.9 | .811  | 1.3 | 3.4 | 4.7 | 1.7 | 0.6 | 0.3 | 1.5 | 3.0 | 8.2  |
| 8  | Allan Bristow  | 26   | 82 |    | 18.1 | 3.1  | 6.6  | .478 | 1.9 | 2.5 | .731  | 1.2 | 1.9 | 3.1 | 2.4 | 0.8 | 0.0 | 1.8 | 1.8 | 8.1  |
| 9  | Mike Green     | 26   | 63 |    | 18.0 | 3.1  | 6.8  | .457 | 1.4 | 1.8 | .775  | 1.7 | 3.1 | 4.8 | 1.0 | 0.4 | 1.4 | 1.3 | 2.7 | 7.6  |
| 10 | Jim Eakins     | 31   | 16 |    | 15.7 | 1.9  | 3.3  | .577 | 1.8 | 2.1 | .853  | 1.1 | 1.8 | 2.9 | 1.1 | 0.2 | 0.6 | 1.5 | 2.9 | 5.6  |
| 11 | Mo Layton      | 29   | 41 |    | 12.1 | 2.1  | 4.1  | .506 | 0.3 | 0.3 | .923  | 0.1 | 0.7 | 0.8 | 2.6 | 0.5 | 0.1 | 1.4 | 1.2 | 4.4  |
| 12 | James Silas    | 28   | 37 |    | 8.4  | 1.2  | 2.6  | .443 | 1.6 | 2.0 | .822  | 0.1 | 0.5 | 0.6 | 1.0 | 0.3 | 0.0 | 0.8 | 0.8 | 3.9  |
| 13 | Scott Sims     | 22   | 12 |    | 7.9  | 0.8  | 2.2  | .385 | 0.8 | 1.3 | .667  | 0.4 | 0.7 | 1.1 | 1.7 | 0.3 | 0.0 | 1.6 | 1.3 | 2.5  |
| 14 | George Karl    | 26   | 4  |    | 7.5  | 0.5  | 1.5  | .333 | 0.5 | 0.5 | 1.000 | 0.0 | 1.3 | 1.3 | 1.3 | 0.3 | 0.0 | 1.0 | 1.5 | 1.5  |

## Galardones y récords
| Jugador       | Galardón                          |
| George Gervin | Mejor quinteto de la NBA All-Star |
| Larry Kenon   | All-Star                          |